# Pelendri
Pelendri (gr. Πελένδρι) – wieś w Republice Cypryjskiej, w dystrykcie Limassol. W 2011 roku liczyła 1074 mieszkańców.